# Roskilde 6
Roskilde 6 ist das Wrack des bisher größten gefundenen Wikingerschiffs. Es wurde 1997 bei Ausschachtungsarbeiten zur Erweiterung des Wikingerschiffmuseums Roskilde im Roskildefjord gefunden.

## Das Schiff
Das Langschiff hatte eine Länge von circa 36 Metern. Die Breite wird auf dreieinhalb Meter rekonstruiert und der Tiefgang auf etwa einen Meter. Das am einzigen Mast gefahrene Rahsegel wird auf 200 Quadratmeter Größe geschätzt. Die Besatzung wird etwa 100 Mann betragen haben, bei 78 Ruderplätzen. Wie bei Kriegsschiffen dieser Größe üblich, ist der Rumpf von Roskilde 6 handwerklich aufwendig aus Eichenholz gefertigt. Datiert wird das Schiff auf die Zeit nach 1025 datiert.

## Ausstellung
In den Jahren 2013/2014 war Roskilde 6 im Rahmen eines Gemeinschaftsprojekts dreier Museen zuerst im Dänischen Nationalmuseum in Kopenhagen ausgestellt, anschließend im British Museum in London und zuletzt im Museum für Vor- und Frühgeschichte in Berlin.